# Олимпијски комитет Чехословачке
Олимпијски комитет Чехословачке (Československý olympijský výbor, ČSOV) је био непрофитабилна организација која је представљала Чехословачку у Међународном олимпијском комитету. ČSOV је организовао чехословачку репрезентацију на Летњим и Зимским олимпијским играма. Основан је у Прагу 1919. године  и примљен у АНОК на месту Чешког олимпијског комитета. 
После распада Чехословачке основан је један нови комитет и обновљен један, Чешки олимпијски комитет, који је основан 1899.

## Настали из ČSOV
- Словачки олимпијски комитет (1992)
- Чешки олимпијски комитет (основан 1899, обновљен 1993. године)